# فرنسيسكو أليكس
فرنسيسكو أليكس (23 ديسمبر 1983 في البرازيل - ) هو لاعب كرة قدم برازيلي في مركز الوسط. لعب مع باوليستا وجمعية بورتوغيزا الرياضية ونادي جوفنتودي ونادي ريو برانكو ونادي ساو باولو ونادي سبورت ريسيفه ونادي غريميو بارويري وماريليا أتلتيكو ‏ ونادي بوتافوغو اس بي ونادي موجي ميريم وEsporte Clube São José ‏ وأسوسياو أتليتيكا إنترناسيونال ‏ ورابطة فلامينغو الرياضية ‏ ونادي فيروفياريا ونادي ساو بيرناردو وGrêmio Catanduvense de Futebol ‏ ونادي ريو بريتو وEsporte Clube Água Santa ‏ ونادي أوزفالدو كروز وSociedade Esportiva Itapirense ‏.

## وصلات خارجية
- فرنسيسكو أليكس على موقع قاعدة بيانات كرة القدم.إي يو (الإنجليزية)
- فرنسيسكو أليكس على موقع Soccerway.com (الإنجليزية)